# كيث فرانك
كيث فرانك (بالإنجليزية: Keith Franke)‏ هو سياسي أمريكي، ولد في 13 نوفمبر 1970. حزبياً، نشط في الحزب الجمهوري لمينيسوتا ‏ والحزب الجمهوري. وقد انتخب عضو مجلس نواب مينيسوتا (3 يناير 2017 – 7 يناير 2019).